# Marzia Ferraioli
Marzia Ferraioli (Pagani, 14 febbraio 1950) è una politica italiana.

## Biografia
Vive in Costiera amalfitana, a Vietri sul Mare; nel 1974 si è laureata in giurisprudenza all'Università di Napoli Federico II con 110 e lode.
È professore ordinario di Diritto Processuale Penale presso l'Università degli Studi di Roma Tor Vergata.

### Attività politica
Alle elezioni europee del 2014 si è candidata al Parlamento europeo, nelle liste di Forza Italia nella circoscrizione Italia meridionale: ottiene 34.500 preferenze, senza venire tuttavia eletta.

#### Elezione a deputato
Alle elezioni politiche del 2018 viene eletta alla Camera dei Deputati, nel collegio uninominale di Agropoli per la coalizione di centro-destra.
Esclusa dalle liste per le elezioni politiche del 2022, il 26 agosto 2022 lascia Forza Italia insieme ai colleghi Domenico De Siano, Antonio Pentangelo e Carlo Sarro.